# Terremoto de Taiwán de 2018
El terremoto de Taiwán de 2018 se produjo el martes 6 de febrero de 2018 a las 23:50:42 hora estándar (15:50:42 UTC), con una magnitud de 6.4 Mw, con hipocentro a 10.6 km de profundidad al este de la República de China. El epicentro se localizó en la costa, cerca de la ciudad de Hualien, en la isla de Taiwán (República de China), zona que resultó severamente afectada. Fueron reportadas 17 muertes, y 285 heridos.

## Marco tectónico

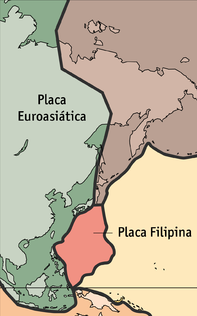
Al centro se puede ver los límites entre las placas Filipina y Euroasiática.

Taiwán se encuentra dentro de una zona compleja de colisión continental entre las placas Filipina y Euroasiática. En el lugar del terremoto, estas placas convergen a una velocidad de 75 mm por año, lo que provoca muchos terremotos fuertes. Taiwán tiene 3 zonas sísmicas principales: la zona sísmica occidental, oriental, y nordeste; así como 33 fallas activas, y otras 4 fallas de actividad sospechosa. El cinturón sísmico nororiental se ve afectado por la expansión de la fosa de Okinawa, que origina terremotos poco profundos con actividad geotérmica y volcánica.

## Terremoto

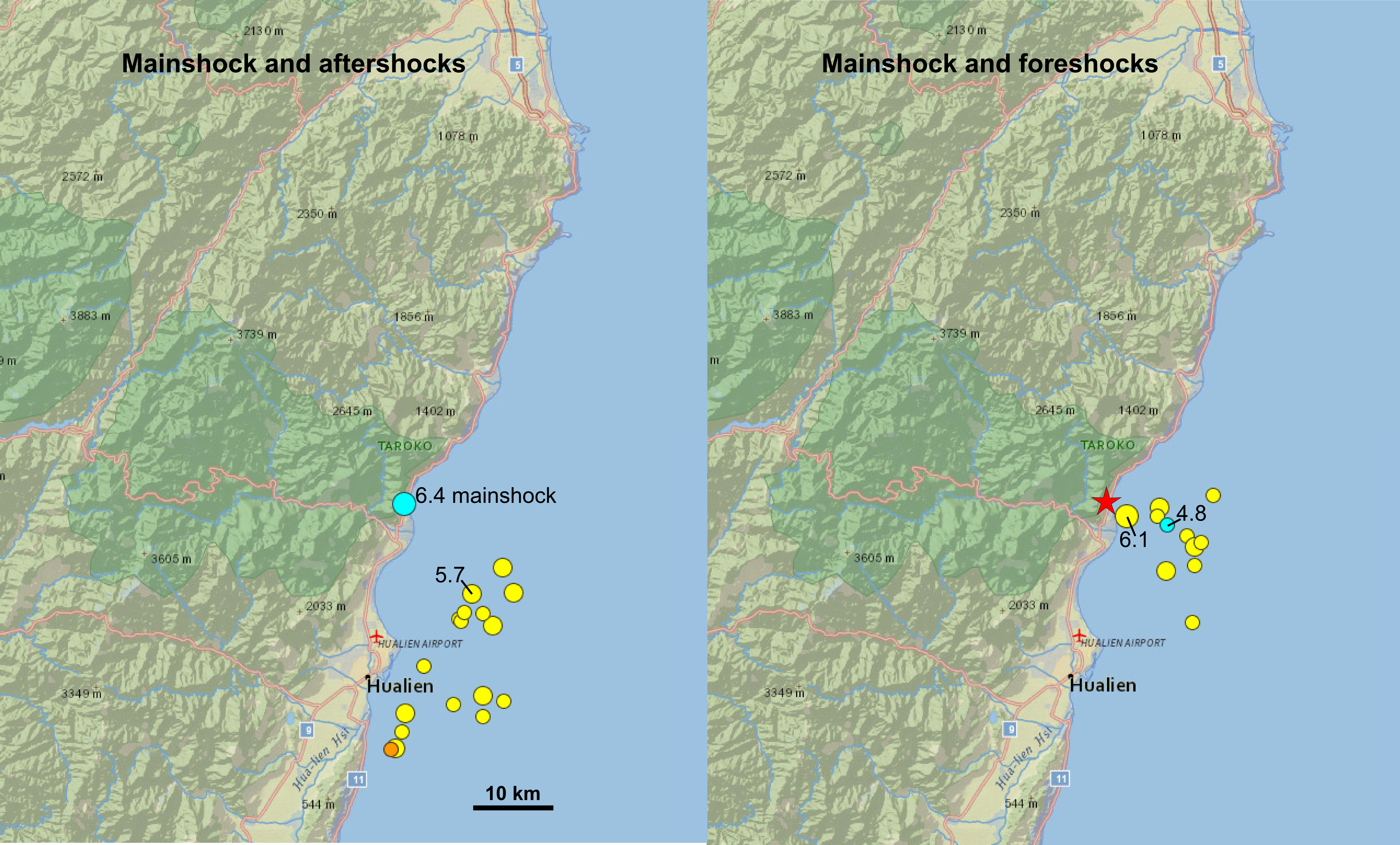
Epicentro y replicas iniciales del terremoto.

El terremoto fue el mayor de una secuencia de eventos que afectaron el área durante un período de varios días, con 11 eventos premonitores de magnitudes entre 4.6 o mayores, y que comenzaron el 3 de febrero con un terremoto de magnitud 4.8, y otro evento de magnitud 6.1 el 4 de febrero, con epicentro a unos cuantos kilómetros al sureste del evento del 6 de febrero. El terremoto principal del 6 de febrero fue resultado de una falla de desplazamiento oblicuo.
El terremoto ocurrió en el segundo aniversario del terremoto de Taiwán que dejó un saldo de 117 fallecidos.
Fue seguido por una serie de réplicas, la más fuerte de magnitud 5.7, el 7 de febrero a las 23:21 hora local, 19 km al noreste de la ciudad de Hualien, y alcanzó un máximo de intensidad de VI (fuerte).

## Daños

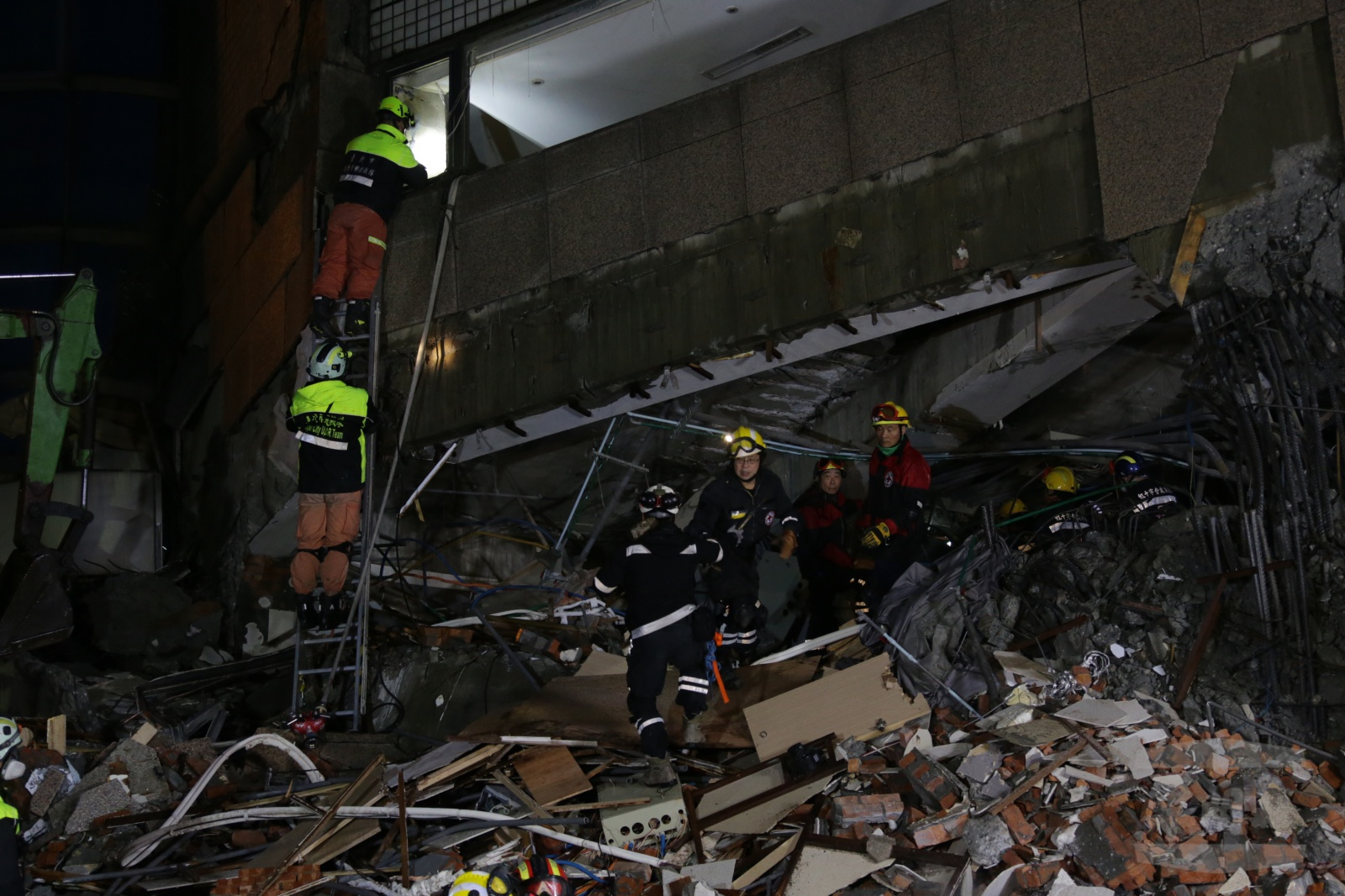
Bomberos buscando sobrevivientes y cuerpos en una de las estructuras dañadas.

Al 11 de febrero, se reportaron 17 fallecidos y 285 heridos. Entre los fallecidos, 9 personas eran de nacionalidad china, 5 taiwaneses, 2 canadienses y 1 filipino.
Muchos edificios de la ciudad de Hualien resultaron dañados, 4 de ellos colapsaron en su totalidad. Entre los edificios con mayores daños se encuentran el Hotel Marshal, cuyos pisos inferiores colapsaron cobrando la vida de 2 personas, y el edificio residencial Yun Men Tsui Ti que se inclinó gravemente también por el colapso de los pisos inferiores, además de que se reportó que 7 de sus habitantes se encontraban desaparecidos al día 8 de febrero. Fueron colocadas con grúa grandes vigas a un costado del edificio para evitar una mayor inclinación mientras se realizan las labores de rescate. Muchos hogares quedaron sin servicio de agua y puentes y autopistas fueron cerradas.
Centenares de bomberos y personal militar apoyaron en los intentos de rescate de personas atrapadas en edificios dañados.